# Greensburg (Indiana)
Greensburg è una città degli Stati Uniti d'America, capoluogo della Contea di Decatur, nello Stato dell'Indiana.
La popolazione era di 10.260 abitanti nel censimento del 2000.